# Aki (thiết giáp hạm Nhật)
Aki (tiếng Nhật: 安芸
) là một thiết giáp hạm kiểu bán-dreadnought của Hải quân Đế quốc Nhật Bản, được thiết kế và chế tạo hoàn toàn bởi Nhật Bản tại xưởng hải quân Kure. Tên Aki được đặt theo tên tỉnh cũ Aki, ngày nay là một phần của tỉnh Hiroshima.

## Thiết kế và chế tạo
Việc cung cấp tài chính để chế tạo Aki được chấp thuận như một phần của ngân sách khẩn cấp năm 1904 dành cho cuộc Chiến tranh Nga-Nhật, và nó là chiếc thiết giáp hạm thứ hai được thiết kế và chế tạo trong nước sau chiếc Satsuma. Do phải dành sự ưu tiên cho việc hoàn tất chiếc tàu tuần dương Tsukuba, việc chế tạo chiếc Aki kéo dài lâu hơn mười tháng so với kế hoạch, nhưng điều này đã giúp cho nhiều thiếu sót trong thiết kế tìm thấy khi chế tạo chiếc Satsuma được chỉnh sửa trên chiếc Aki.

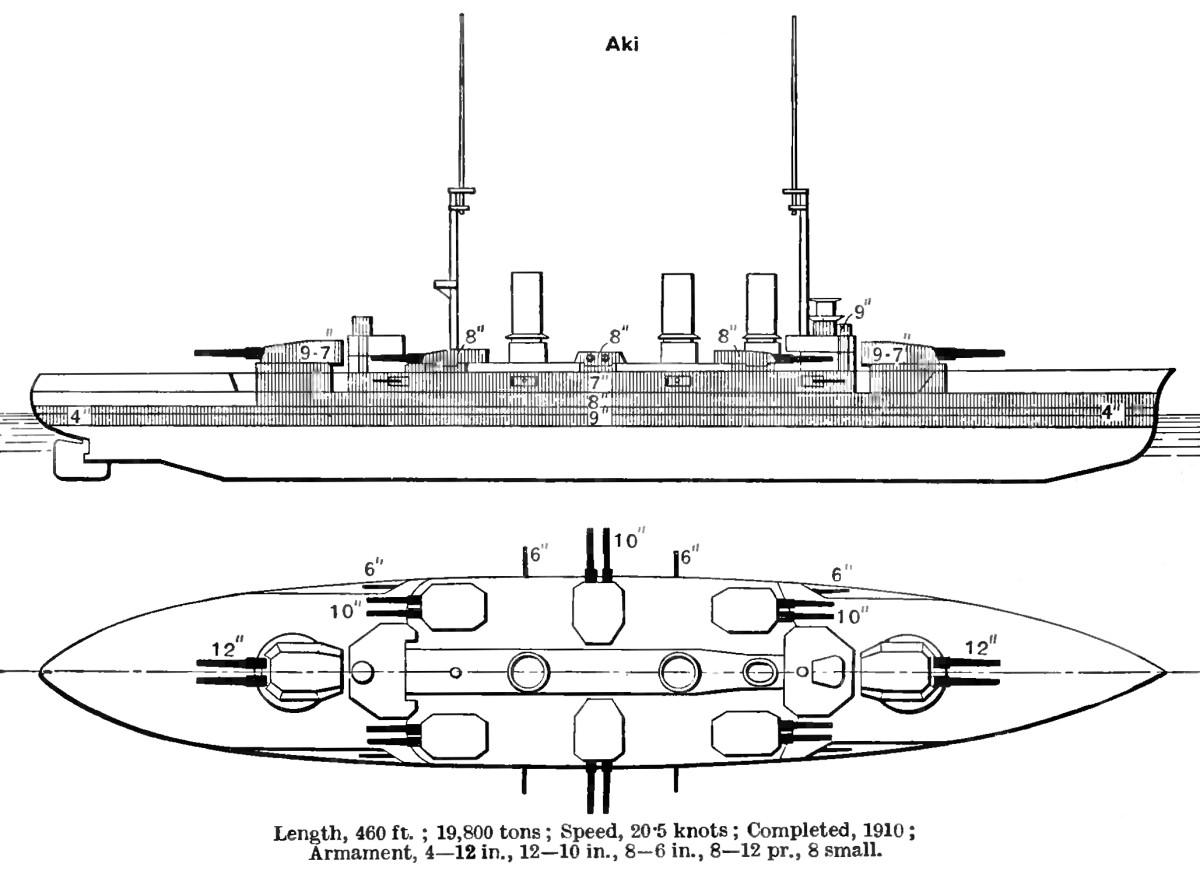
Sơ đồ từ mạn phải và sàn tàu như được mô tả trong Brassey's Naval Annual 1923

Aki là thiết giáp hạm Nhật Bản đầu tiên được trang bị động cơ turbine, cho phép nó đạt được tốc độ tối đa 38 km/h (20,7 knot) khi chạy thử vào tháng 12 năm 1910. Những động cơ turbine này được đặt mua và nhập khẩu từ hãng John Brown ở Scotland, và việc tích hợp chúng đòi hỏi phải bổ sung thêm một ống khói thứ ba trên thân tàu nguyên được thiết kế giống như Satsuma, làm gia tăng lượng rẽ nước thêm 450 tấn và chiều dài thêm 3 m.
Aki ban đầu được thiết kế như một thiết giáp hạm trang bị toàn súng lớn (như Dreadnought), nhưng việc thiếu hụt các khẩu pháo 305 mm (12 inch) chỉ cho phép nó có một giàn hỏa lực hỗn hợp.

## Lịch sử hoạt động
Aki được đưa vào sử dụng ngày 11 tháng 3 năm 1911. Trong Chiến tranh Thế giới thứ nhất, từ tháng 8 năm 1914, Aki được giao nhiệm vụ tuần tra những con đường vận chuyển hàng hải ở phía Nam Nhật Bản trong biển Nam Trung Quốc và Hoàng Hải, nhưng không có hoạt động tác chiến nào được ghi nhận. Sự kiện đáng chú ý duy nhất trong suốt cuộc đời hoạt động của nó là một lần bị mắc cạn vào ngày 16 tháng 11 năm 1914 tại một bãi cát ngầm trong vịnh Tokyo.
Do những thỏa thuận của Hiệp ước Hải quân Washington, Aki được cho ngừng hoạt động vào ngày 20 tháng 9 năm 1923. Nó được sử dụng như một mục tiêu thực tập bắn hải pháo, và bị các thiết giáp hạm Nagato và Mutsu đánh chìm ngoài khơi Nojimasaki, về phía Nam bán đảo Bōsō thuộc tỉnh Chiba vào ngày 27 tháng 9 năm 1924, dưới sự chứng kiến của Thái tử Hirohito và các quan chức đứng đầu các ngành trong quân đội. Tuy nhiên, một số các khẩu pháo cỡ lớn của nó được vớt lên và tái sử dụng thành các khẩu đội pháo duyên hải chung quanh vịnh Tokyo, bao gồm Misaki, Kanagawa, bán đảo Miura và tại Jogashima.

## Những hình ảnh

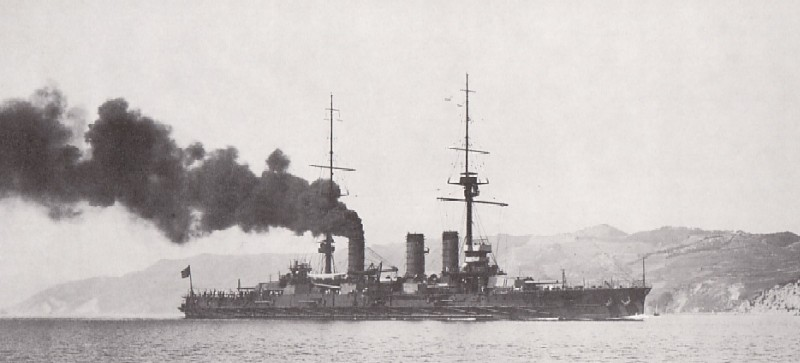
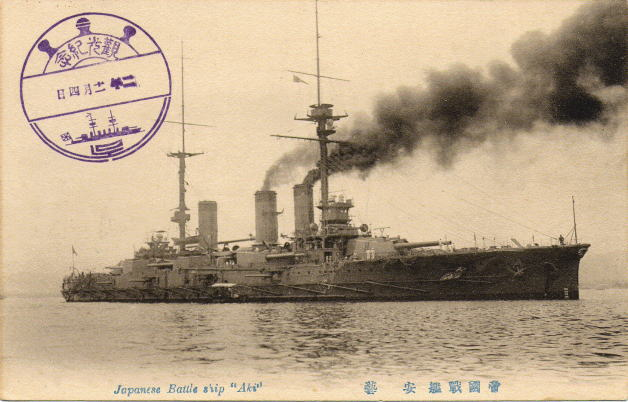
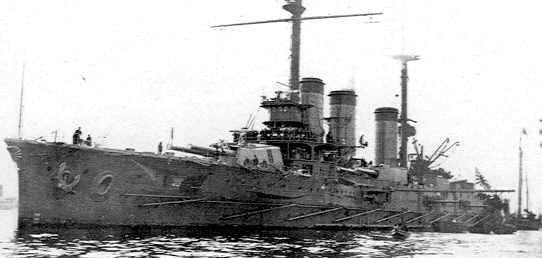
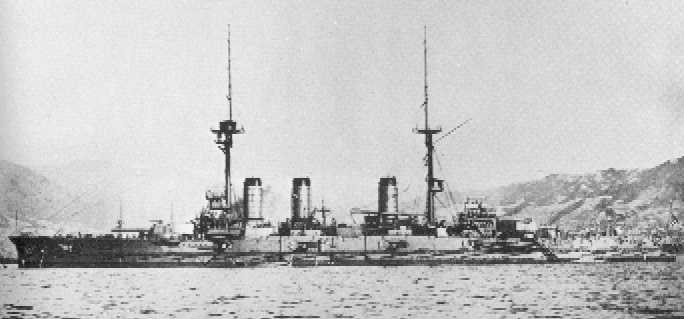
Aki vào tháng 12 năm 1915